# Dupsko
En dupsko (gammeldansk dopsko, dogsko. Oldnordisk dǫggskór. Norsk doggsko) er en hul dup. Dupsko hedder på engelsk ferrule.
Dupsko er fx beslag, der skubbes, skrues eller fikseres ud over en genstand. Dupsko kan også anvendes til at samle flere dele. Dupsko kan være beregnet på at sidde permanent på genstanden. Dupskoens formål kan også være at samle flere dele permanent (blyant og viskelæder) eller midlertidigt (fiskestang i flere dele).[kilde mangler]
Løse dupskos formål kan være at beskytte genstanden mod slitage, snavs eller overlast. Løse dupsko anvendes typisk, når genstanden ikke er i brug.
Dupsko sidder fx for enden af en spadserestok, et rør, en skede, et optisk fiber, et kabelstik eller stoleben.
På germansk område er der fundet dupsko der stammer fra jernalderen. Indtil det 20. århundrede blev de fleste dupsko lavet af metal; i dag fremstilles mange af gummi eller plast.

## Eksempler
Dupsko anvendes mange steder.
Eksempler på løse dupsko:
- Plastdupsko beregnet til at holde snavs væk fra optiske fiberkablers stiks faste keramik dupsko.
- Mange elektriske stik leveres med plast dupsko for at skåne stikkene mod overlast og snavs.
- Krykker og stokke er forsynet med en gummidupsko for enden for at øge komforten under gang

Eksempler på permanente dupsko:
- Snørebåndsdup - sidder på enderne af snørebånd.[kilde mangler]
- Metalrøret som er krympet[13] på nogle blyanter for at holde et lille viskelæder.[kilde mangler]
- Indenfor fiberoptik termineringer, glas eller plast fibre som er limet i centrum af præcisions keramikrør, som bliver slebet og poleret for enden med formålet at kunne videreformidle infrarødt med lave tab.[14][15]
- Metalbånd anvendt for at forhindre nogle træinstrumentender i at splitte.[16][hvad?][bør uddybes][kilde mangler]
- Enderne på en fiskestang i flere pinddele har dupsko i samlingspunkterne.[5][kilde mangler]
- Stålwirerne på cykler, biler, motorcykler til bremser og/eller gear har typisk dupsko for enderne, så kordelerne i stålwiren ikke deler sig.